# مزرعه عبدالله
مزرعه عبدالله روستایی در دهستان زفره بخش سیستان شهرستان کوهپایه استان اصفهان ایران است.

## جمعیت
بر پایه سرشماری عمومی نفوس و مسکن در سال ۱۳۹۵ جمعیت این روستا ۶۷ نفر (۲۴خانوار) بوده‌است.